# Kościół św. Michała Archanioła w Witulinie

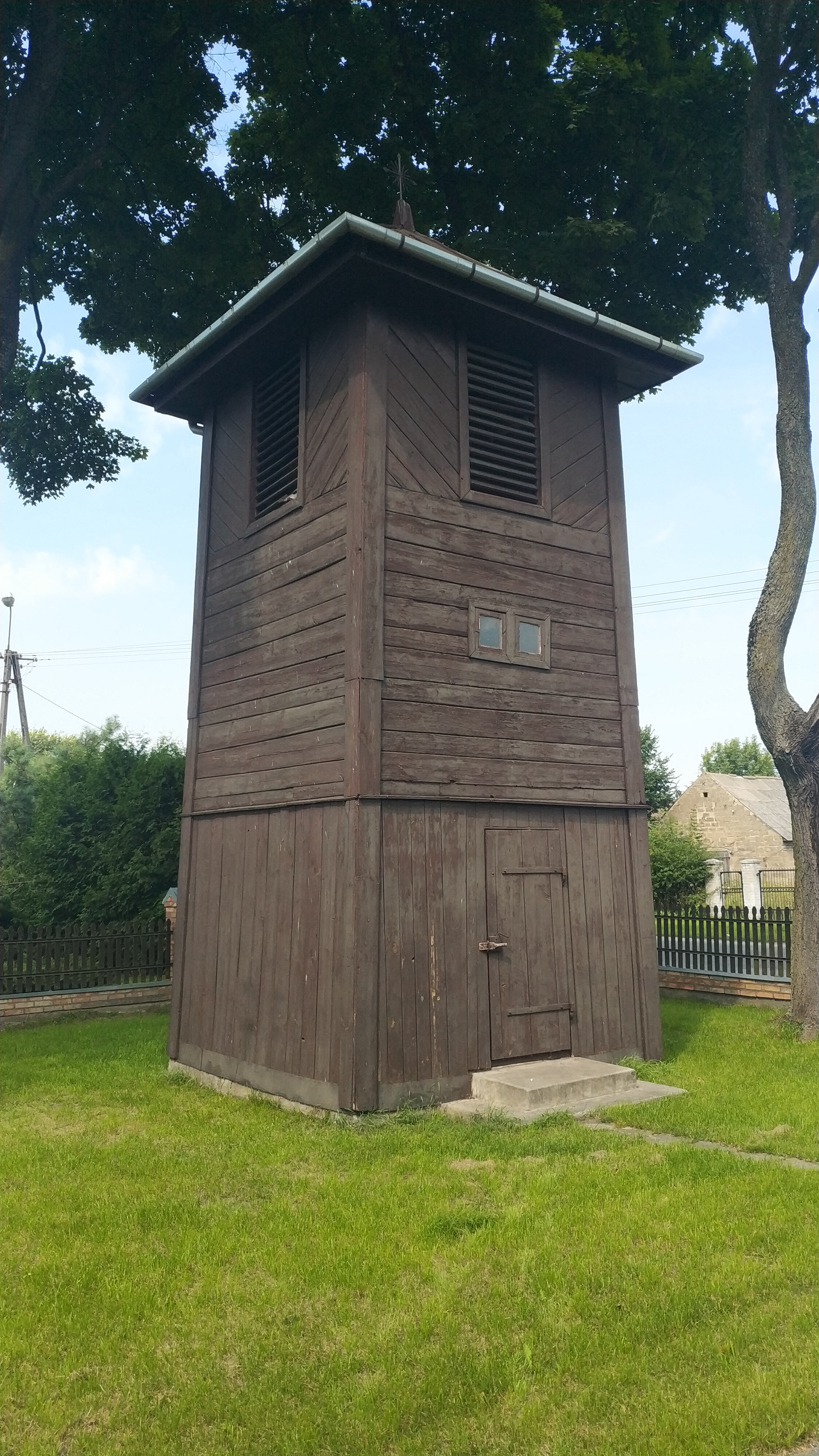
Dzwonnica

Kościół św. Michała Archanioła – zabytkowy rzymskokatolicki kościół w Witulinie, dawna cerkiew unicka, a następnie prawosławna. Od roku 1928 pełni rolę kościoła parafialnego parafii św. Michała Archanioła.

## Historia
Pierwsza cerkiew w Witulinie powstała w 1573. Po podpisaniu aktu unii brzeskiej razem z całą prawosławną eparchią chełmską przeszła do Kościoła unickiego. W 1648 została obrabowana przez oddział kozacki.
W 1666 Krzysztof Piekarski zbudował kolejną unicką świątynię w Witulinie. W 1741 na jej miejscu zbudowana została trzecia cerkiew, którą w ramach likwidacji unickiej diecezji chełmskiej przymusowo zamieniono na świątynię prawosławną. Po wydaniu ukazu tolerancyjnego w 1905 niemal wszyscy miejscowi wierni przyjęli katolicyzm w obrządku łacińskim, jednak starania o przekazanie im cerkwi i jej adaptację na kościół zostały odrzucone przez konsystorz prawosławnej eparchii chełmskiej. Na własność Kościoła rzymskokatolickiego obiekt został zrewindykowany w 1919. W latach 40. XX wieku został po raz pierwszy odremontowany, następnie w latach 1970-1972 - oszalowany, zaś od 1996 do 1998 przeszedł generalną renowację.

## Architektura
Dawna cerkiew w Witulinie jest budowlą drewnianą, jednonawową i orientowaną, o konstrukcji wieńcowej. Od remontu w latach 40. XX wieku postawiona jest na ceglanej podmurówce. Jedyna nawa świątyni wzniesiona została na planie prostokąta, również na planie prostokąta zbudowano pomieszczenie ołtarzowe, do którego przylegają zakrystia i składzik. Wejście do budynku prowadzi przez prostokątny przedsionek. Od zachodu obiekt posiada jedną wieżyczkę z sygnaturką. Kościół kryty jest dwuspadowym blaszanym dachem, od zachodu znajduje się w nim chór muzyczny. Wszystkie okna w budynku są prostokątne.
W obiekcie znajdują się obrazy z czasów unickich: XVIII-wieczne barokowe Ukrzyżowanie (przemalowane) i wizerunek Św. Michała Archanioła z tego samego okresu, jak również prawosławna ikona Chrystusa Pantokratora z przełomu XIX i XX wieku. Ołtarze boczne w kościele są nowe, zostały do niego wstawione po II wojnie światowej. Znajdują się w nich wizerunki św. Antoniego Padewskiego i Św. Michała Archanioła. Z 1919 pochodzą natomiast organy, zakupione z klasztoru w Leśnej Podlaskiej. Znacznie starsze są rzeźby - główki aniołów, prawdopodobnie wykonane w XVIII wieku. Z przełomu XIX i XX wieku pochodzi monstrancja w stylu neorokokowym. Neobarokowy jest również krzyż ołtarzowy, powstały w końcu XIX w. Na przełomie XIX i XX wieku powstały eklektyczne lichtarze. Po 1917 wykonano dla kościoła kielich zdobiony motywem winnej latorośli.
Dzwonnica kościelna jest budowlą wolno stojącą, o konstrukcji słupowo-ramowej, szalowaną, na planie kwadratu, krytą czterospadowym blaszanym dachem.

## Związani ze świątynią
Jednym z proboszczów prawosławnej cerkwi w Witulinie był ks. Lew Pajewski, duchowny i regionalista.